# Astropecten platyacanthus
Astropecten platyacanthus - вид морских звёзд из семейства Astropectinidae.

## Среда обитания и образ жизни
Как и прочие виды морских звёзд рода Astropecten, Astropecten platyacanthus обитает на подвижном морском дне (песочном, илистом или покрытым гравием). В течение дневного времени суток они как правило закапываются в седимент дна. В конце дня и ночью Astropecten platyacanthus покидает свои убежища и охотится за пропитанием. Основной компонент его диеты составляют двустворчатые моллюски. Ранним утром Astropecten platyacanthus закапываются снова. В период активности их несложно обнаружить передвигающимися по морскому дну.

## Ареал
Ареал Astropecten platyacanthus расположен на дне Средиземного моря в интервале глубины от 1 до 60 метров. Чаще всего их можно наблюдать на дне глубиной от 1 до 4 метров покрытом смесью из грубого песка и ила.

## Описание
Диаметр взрослых представителей вида Astropecten platyacanthus в основном колеблется в диапазоне от 9 до 12 см, но были обнаружены экземпляры размером до 18 см. У Astropecten platyacanthus 5 лучей, количество скелетных пластинок на каждом луче может достигать 48, но в основном колеблется в диапазоне от 29 до 43 и зависит от размера звезды. Этот вид отличается узкими и высокими скелетными пластинками, латерально покрытыми чешуйками и маленькими шипами. Каждая скелетная пластинка снабжена одним мощным шипом, обычно острым, но имеющим неправильную форму, слегка уплощённым латерально. Цвет шипа как правило жёлтый или оранжевый, изредка почти белый. У молодняка часто такие шипы расположены только на пластинках расположенных между лучами, а у некоторых экземпляров (в основном из популяций населяющих дно к югу от Корсики шипов не обнаружилось вообще.

## Защитные механизмы
В качестве защиты от хищников Astropecten platyacanthus как и прочим морским звёздам служит костистый скелет. Дополнительно к скелету, ткани Astropecten вырабатывают сильный яд — Тетродотоксин.